# Litsea coreana
Litsea coreana är en lagerväxtart som beskrevs av H. Lév.. Litsea coreana ingår i släktet Litsea och familjen lagerväxter.

## Underarter
Arten delas in i följande underarter:
- L. c. lanuginosa
- L. c. sinensis